# オタ・ベンガ

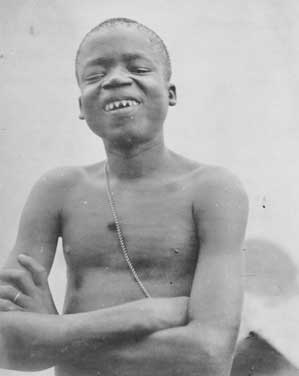
オタ・ベンガ（1904年）

オタ・ベンガ（Ota Benga、1883年ごろ - 1916年3月20日）はコンゴのムブティ・ピグミーであり、ミズーリ州セントルイスで開かれた万国博覧会の人類学展で展示品となったアフリカ人の一人である。
ベンガは1906年にもブロンクス動物園に設置されて物議を醸した人間動物園の呼び物となった。ブロンクス動物園では構内のサル園に「展示」される時間帯以外は自由に敷地を動き回ることができたが、このように非西欧人を人類の進化における「初期段階」の生きた標本として展示することは、進化生物学の概念と人種理論がなめらかに結びつくこともしばしばであった20世紀はじめには奇習としては扱われなかったのである。
伝道師サミュエル・フィリップス・ヴェルナーによってコンゴの奴隷商人から買い出され自由の身になったベンガはヴェルナーに連れられてアメリカへ行き、ミズーリ州で展示品となった。全国のアフリカ系アメリカ人向けの新聞はベンガの扱いに強く抗議する論説を発表し、黒人教会代表団のスポークスマンであるR.S. マッカーサー博士がニューヨーク市長にベンガの解放を求める嘆願書を提出した。最終的に市長はベンガを解放してジェームズ・M・ゴードン牧師の手に委ねた。ブルックリンのハワード黒人孤児院を監督するゴードンは居室を提供するだけでなく、同じ年に彼がバージニアで保護が受けられるように手配し、金を用立ててアメリカ人と変わらない衣服を身につけさせ歯におおいをさせたためこのアフリカの青年は地域社会の成員になることができた。その後ベンガは家庭教師に英語を教わり、工員の仕事を始めている。しかし数年後には第一次世界大戦が勃発し、航路は一旅行者には使えなくなった。アフリカに帰ることができなくなり憂鬱状態になったベンガは1916年、32歳のときに自ら死を選んだ。

## アフリカ
ムブティ族の一員であるオタ・ベンガは当時ベルギー領であったコンゴのカサイ川にほど近い赤道直下の熱帯林で暮らしていた。彼の仲間はベルギー王レオポルド2世の創設した公安軍に殺された（この部隊は、コンゴの現地人を統制するとともに豊富に産出するゴムを搾取するための組織だった）。ベンガは妻と二人の子供を失ったが、公安軍が村を攻撃してきたときは狩りで遠出していたため運良く生き延びることができた。奴隷商人に捕まったのはその後である。
アメリカ人の実業家であり宣教師でもあったサミュエル・フィリップス・ヴェルナーは、セントルイス万国博覧会からピグミー族の集団を展示品の一部にするため連れ帰るという仕事を請け負い、1904年にアフリカへと出発した 。出来て間もない人類学の世界をありありと示すため、著名な科学者であったウィリアム・ジョン・マッギーには「最も小さいピグミー族から最も巨大な人間まで、最も黒い人種から支配集団の白人まで世界中のあらゆる人々の代表」を展示し、一種の文化的進化を表現しようと目論んでいたのである。ヴェルナーがオタ・ベンガを発見したのは彼が過去にも訪れたことのあるバトワ族の村へ向かう途中だった。ベンガは交渉の末1ポンドの塩と1反の織物と交換されて自由の身になり、二人は村へ到着するまでの数週間を共に過ごした。しかし目的地の村ではレオポルト2世の軍の虐遇により「ムズング」（白人男性）への不信感が植え付けられていた。ヴェルナーは自分についてくる村人を一人も集められなかったが、この「ムズング」が自分の命を救ったのだとベンガが村人たちに語ったことで説得が可能になった。二人の間には友情が芽生え始め、同時にベンガにはヴェルナーがいた世界への好奇心が高まっていた。さらに4人のバトワ族の男たちが二人に同行することを決めた。バクバの4人（その中にはンドンベ王の息子もいた）をはじめピグミー以外からも現代の人類学者に「レッド・アフリカン」と総称される男たちが集まった。

## 万国博覧会

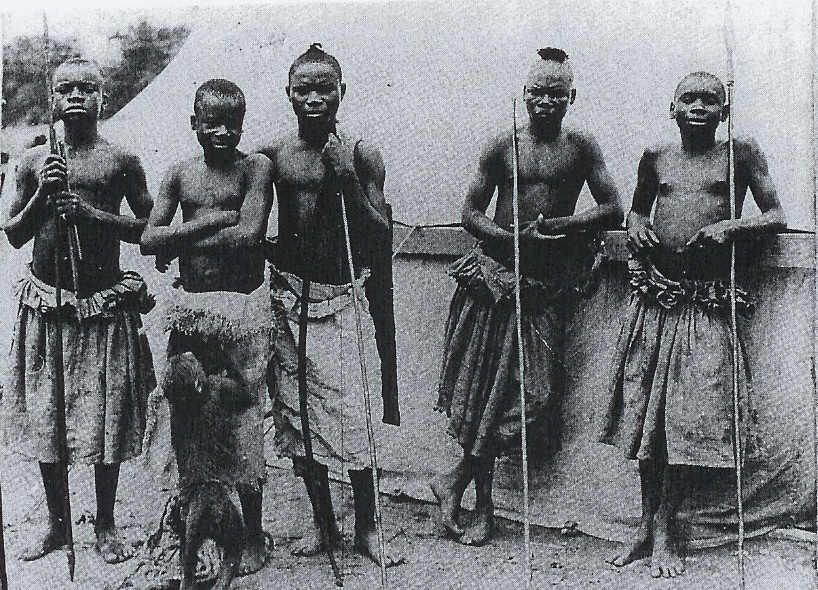
セントルイスのベンガ（左から2番目）とバトワ族

マラリアにかかったヴェルナー以外の一行がミズーリ州セントルイスに到着したのは1904年の6月後半だった。セントルイス万国博覧会はすでに始まっていたが、彼らはすぐに注目の的になった。「アルティバ」、「オートバンク」、「オタ・バング」、「オタベンガ」とマスコミはさまざまな呼び方をしたが、オタ・ベンガは非常に人気があった。ベンガの愛想のよさも手伝ってか、来場者は熱心に彼の歯を見ていこうとした。彼の歯は儀式を兼ねた装飾として幼い頃に先が鋭く磨がれていたのである。アフリカ人たちは写真やパフォーマンスに金をとることを学んでいて、ある新聞の記事ではベンガを「アメリカで唯一人の正真正銘の人食い人種」として売り出し、「〔彼の歯は〕観光客が払う5セントの見物料の価値はある」と主張していた。
一ヶ月後にやってきたヴェルナーは、ピグミーたちが演者というよりも囚人に近い扱いになっていることに気づいた。彼らが日曜には静かに森に集まろうとしても、「真面目」で科学的な展示物にしたかったマッギーの思惑と裏腹の観衆たちの熱狂がそれを許さなかった。彼らが「野蛮」だという先入観をもった観光客への見世物は人気を集め、7月28日には群衆を整理するために第1イリノイ連隊が招集されるという事態にまでいたった。ベンガたちはしだいに軍隊式のパフォーマンスをするようになり、さらにはインディアンのそれを模倣しはじめた。一方でインディアンの指導者であったジェロニモ（「虎」ともてはやされ、陸軍省からも例外的な扱いを受けていた）はベンガを尊敬し始めており、自分の矢の一つを彼に贈っている。功績が認められたヴェルナーは博覧会の終わりには人類学部門における金メダルを受賞した。

## 自然史博物館
その後ヴェルナーはアフリカ人たちを帰還させるためコンゴに向かい、それにベンガも同行した。アフリカでの冒険旅行の最中も二人は一緒であり、バトワ族に囲まれて短い期間ながら共に過ごした。ベンガはバトワ族の女性と結婚しているが、後にこの妻が蛇に噛まれた傷がもとで亡くなるという事以外、この2度目の結婚についてはほとんどわかっていない。ついにバトワ族に帰属感を覚えることのなかったベンガは、ヴェルナーとともにアメリカに帰ることを決める。
ヴェルナーは他の仕事にも手をだしながら最終的にベンガの住処としてニューヨークのアメリカ自然史博物館の空き部屋を用意した。館員のヘンリー･バンプスとの交渉はアフリカから彼を連れてくるまでや展示では何ができるのかといった話を材料に進んだ。バンプスは月に175ドルという法外な高給をヴェルナーに求められて気分を悪くした上にこの男の人となりにもよい印象も持っていなかったが、ベンガには興味を持った。来場者の心をくすぐるために南部式のリネンのスーツを着ることになったベンガは初めのうちこそ博物館で楽しい時間を過ごしていた。しかし彼はホームシックにかかる。
作家のブラッドフォードとブルームはこのときのベンガの心情に迫ろうとしている。
はじめ好奇心をかきたてたものが、今では彼に逃れたいという感情を芽生えさせていた。長い間、園内にいれられて―まるで丸呑みにされたかのよう―おかしくなりそうだった。心の中の自分は剥製にされ、ガラスでまわりを囲まれ、それでも何とか命をながらえ、つくりものの焚き火の前に腰かけ、生気の無い赤子に肉を与えていた。博物館の静寂は苦痛の種になり、騒音にも等しかった。彼には鳥の歌が、そよ風が、木々が必要だった
不平をかこつベンガは、雇い主が自分の売り文句にした「野蛮」さを徹底することに慰めを見いだそうとしはじめた。大群衆が移動するのにあわせて警備の目をすり抜けようとも試みた。裕福な後援者の妻に席を用意するように言われたときは、指示を誤ったふりをして椅子を部屋の反対側へと投げつけその女性の頭をかすめたりした。またそのころヴェルナーは資金繰りに苦労し、博物案との交渉にもほとんど進展がなかった。すぐにピグミーの家を別の場所に見つけなければならなかった。

## ブロンクス動物園
バンプスの提言にしたがってヴェルナーは1906年にベンガをブロンクス動物園に連れて行った。彼はここでは敷地を自由に歩き回ることができた。ベンガは「サル園を仕切る才覚の持ち主」であるドーホン（Dohong）という名前のオラウータンを好きになり、その成り行きから次第にいくつかの芸や人間の行動のマネを教え込まれていたドーホンと肩を並べての「展示」が生まれた。ベンガはサル園の展示品としてしばらく過ごしたが、動物園側はベンガにそこのハンモックにゆられ、弓と矢で的を射ることを奨励した。展覧会の初日である1906年9月8日にベンガはサル園におり
それを見に来た来場者にはこんな看板が立てられていた。
アフリカ人のピグミー、「オタ・ベンガ」

年齢：23歳

身長：4フィート11インチ

体重：103ポンド

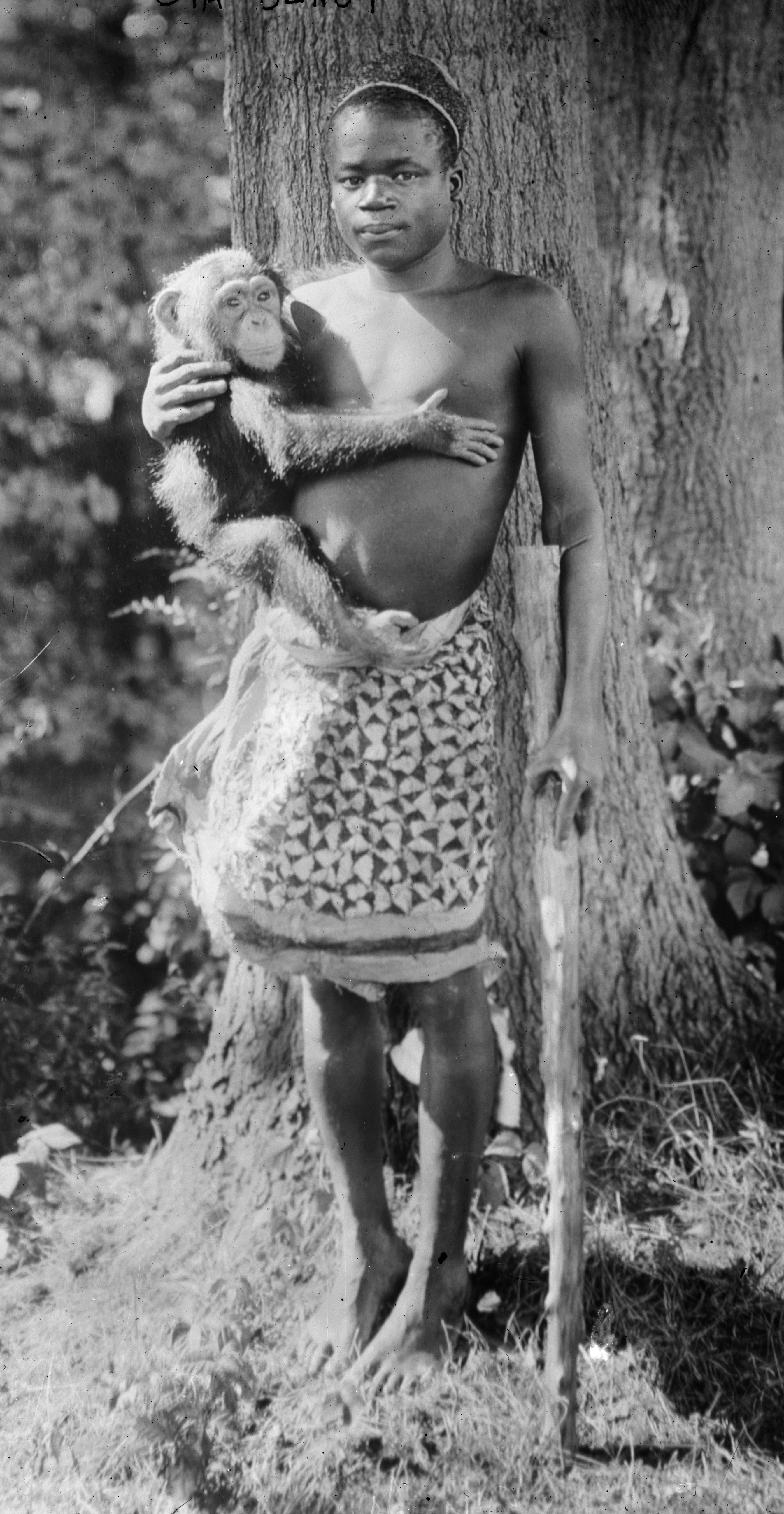
ブロンクス動物園のオタ・ベンガ(1906年)
この時代のベンガには5枚の宣伝写真があるのみであり、カメラが許可されなかった「サル園」のものは存在しない

カサイ川,コンゴ自由国、南中央のアフリカから、

サミュエルP.ベルネル博士によって持って来られた。

9月中、霊長類厩舎の外側に各午後に展示。

1906年9月、ブロンクス動物園

ブロンクス動物園の園長だったウィリアム・ホーナディはこの展示が観光客にとって得がたい見世物になると考えていたし、それを支持するニューヨーク動物学会の幹事だったマディソン・グラントはオタ・ベンガをブロンクス動物園の類人猿と並べて展示するよう働きかけた（10年後にグラントは人種主義人類学および優生学者として有名になる人物である）。一方でアフリカ系アメリカ人の聖職者はすぐに動物園の職員にこの展示に関して抗議を行った。ジェームズ・H・ゴードンは次のように語った。「私たちの仲間を類人猿と並べて展示する以前から、私たちの人種はひどく貶められています…。私たちには魂をもった人間とみなされるだけの価値がある。そう私は思います」。またゴードンはこの展示がキリスト教と相容れぬものであり、ダーウィニズムの宣伝活動に等しいとも考えていた。「ダーウィンの理論はキリスト教とは完全に対立するものであり、それに利する形で公衆を前に実演してみせることは許されるべきではない」。多くの聖職者がゴードンに続いた。ベンガを下等な人間として扱うことを擁護して、ニューヨークタイムズの社説は次のような議論を行った。
私たちはこの問題に関して他人の顔に浮かぶ感情の全てをはっきりと理解しているわけではない…。ベンガが受けているという辱めや罵りを想像し、それに不平をいうとはばかげている。ピグミーは…人間的な尺度でみれば非常に劣っているし、ベンガを檻のかわりに学校へいれるべきだという主張が無視しているのは、高い可能性で学校という場所から…彼は何一つ有益なことを引き出せないだろうという点だ。人は皆同じであり、本を読んで勉強する機会があったかどうかの違いしかないという考え方は、今ではまったく時代遅れだ
論争後、ベンガは動物園の敷地を散策することを許可されたが、ただ展示されるばかりでなく群衆からは言葉や身ぶりで何かと催促されることに対して、ベンガのいたずらは頻度を増し、いくらか暴力的にさえなった。この頃に出たニューヨークタイムズのある記事では「児童愛護協会のような組織がないというのは残念なことだ。我々はアフリカ人をキリスト教化するために宣教師を彼の地へ送ったが、今度は同じ人間を野蛮にするためにこちらへ連れてきている」という主張が掲載された。
最終的に動物園はベンガを敷地から退去させた。ヴェルナーはそれまで続けていた仕事探しこそ上手くいっていなかったが、折に触れてベンガと話し合いを持っていた。動物園では不愉快な注目の浴び方をしたもののアメリカに留まることがベンガにとっての第一の希望だという点で二人の考えは一致していた。1906年の終わりごろに、ベンガはゴードン牧師の保護下にはいった。114年の月日が経った2020年、同動物園はベンガに対して謝罪した。

## 晩年
ゴードンは、教会が支援していた施設であり、自身の監督していたハワード黒人孤児院にベンガを入れた。マスコミからは相変わらず快いとはいえない扱いを受けたが、1910年1月にゴードンはベンガをリンチバーグに送り、マクレイ家と生活を共にさせた。ここでベンガの歯につけるおおいやアメリカ人風の服を用意したので、ベンガは地域社会の一員になることができた。リンチバーグの詩人であるアン･スペンサーに教えを受けて英語も上達し、地元のバプテスト神学校初等科へ通うことも始めた。
しかし自分の英語が十分に上手くなったと考えたベンガは、正規の教育を受けることをやめてしまい、リンチバーグのタバコ工場で働き始めた。背こそ低かったが、タバコの葉をとるために梯子なしでポールを登ることができるベンガはすぐれた労働力だった（仲間の労働者たちは彼を「ビンゴ」と呼んでいた）。ルートビアやサンドイッチと引き換えに、ベンガはよく自分の身の上話をした。そしてこの頃の彼はアフリカに帰る計画を立てはじめていた。
しかし1914年に第一次世界大戦が勃発し、コンゴに帰国することは不可能になった。かねてからの願いが絶たれたベンガは憂鬱状態に陥った。1916年3月20日、32歳のベンガは儀式にみたてて炎を燃やし、歯のおおいを削り落とし、盗んだ拳銃で自分の胸を撃って死んだ。
ベンガの遺体は、オールドシティ・セメタリーの黒人用地区へ、彼を支援したグレゴリー･ヘイズのそばに墓標もないまま埋められた。ある時期に二人の遺体は行方がわからなくなっている。この地域に伝わる逸話によれば、オタ・ベンガとヘイズはオールド･セメタリーからホワイトロック・セメタリーへと移され、その後墓は打ち棄てられてしまったのだという。

## その後
サミュエル･フィリップス・ヴェルナーの孫であるフィリップス・ヴェルナー・ブラッドフォードは、このコンゴ人についての本「Ota Benga: The Pygmy in the Zoo」(1992)を出版している。その取材中にベンガのライフマスクとボディキャストを保有しているニューヨークのアメリカ自然史博物館を訪れているが、展示品はいまも彼の名前を示さないままただ「ピグミー」と分類されていた。ヴェルナーが1世紀近く前から抗議を行い、彼以外の人間にも繰り返し非難されているにもかかわらずである。

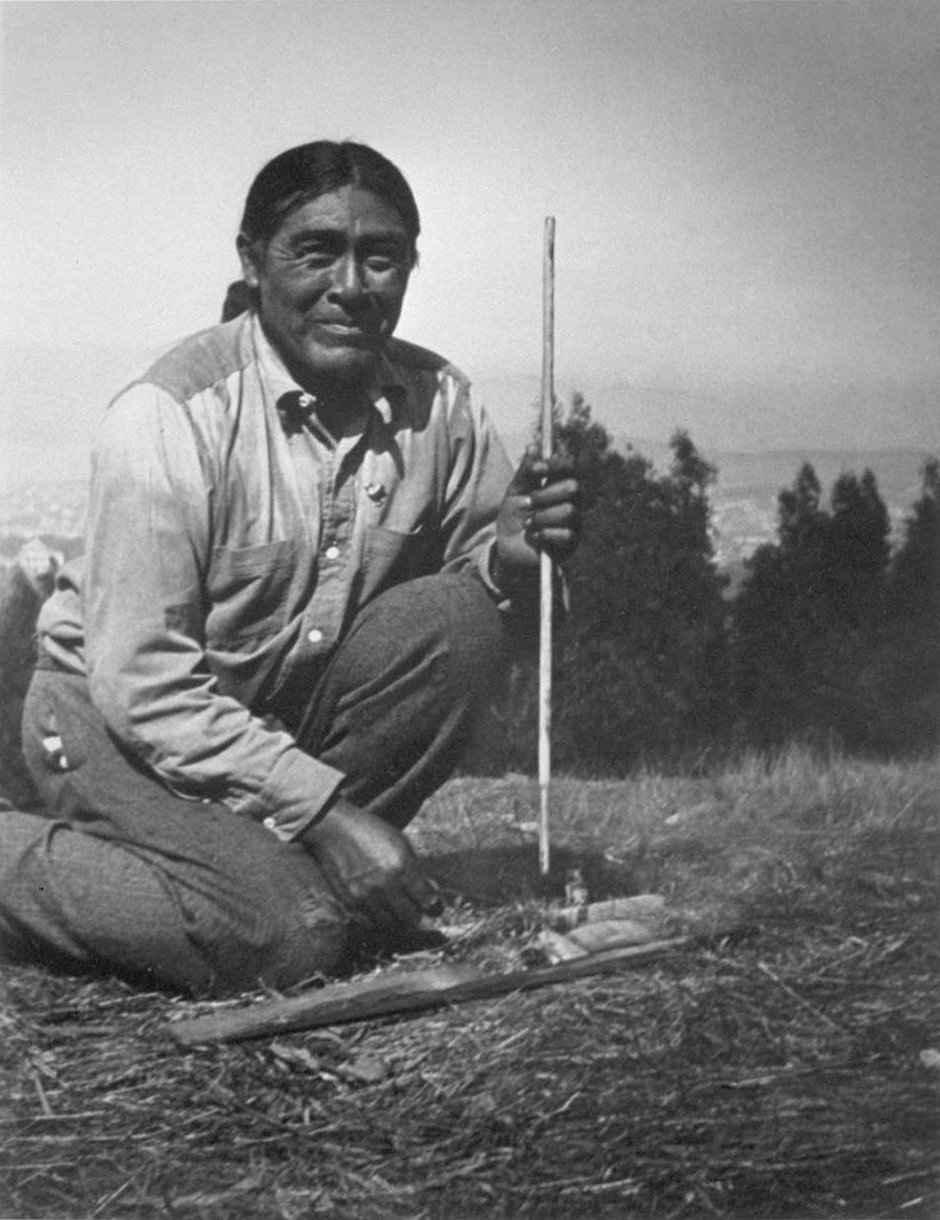
オタ・ベンガと同様にイシも部族の最後の一人だった

オタ・ベンガと最後のネイティヴアメリカンであるイシとの共通点を見て取ることは容易い。ベンガと同時期にイシもまたカリフォルニアで展示され、観察された（さらには関わりのあった学者の子孫が彼をテーマに本を出版している）。しかし「文化的な尺度から人種、民族、種の違いを明らかにする」というのが展示会の発案者の意図だったが、むしろ「来場者は、人種のヒエラルキーやそれを成立させる進化という物語に占める自分たちの位置への疑いに至った」とアダムスが主張しているように、これらの出来事によって単にアメリカ社会のレイシズムが暴き出されたというよりも、展示という文化が
より人間的なものへ近づいたというほうが適当なのかもしれない。イシはオタ・ベンガが死んだ5日後の1916年3月25日に亡くなった。